# Ministère de la Numérisation
Le ministère de la Digitalisation (en allemand : Ministerium für Digitalisierung et en luxembourgeois : Ministère fir Digitaliséierung) est le département ministériel responsable de l'agenda numérique et chargé de la simplification administrative et à la meilleure réglementation.
Il est dirigé, depuis le 17 novembre 2023, par la ministre Stéphanie Obertin.
Le siège central du ministère se trouve à l'hôtel de Bourgogne, situé aux 4 rue de la Congrégation, à Luxembourg.

## Titulaires depuis 2018
| Nom | Nom | Nom                              | Dates du mandat | Dates du mandat | Parti | Gouvernement(s) |
| --- | --- | -------------------------------- | --------------- | --------------- | ----- | --------------- |
| |     | Xavier Bettel (Premier ministre) | 05/12/2018      | 17/11/2023      | DP    | Bettel II       |
| |     | Stéphanie Obertin                | 17/11/2023      | en cours        | DP    | Frieden         |
| Dans l'intervalle entre deux mandats, le ministre sortant assure la gestion des affaires courantes. Titres successifs : - Depuis 2018 : Digitalisation |     |                                  |                 |                 |       |                 |